# Reed City
Reed City is een plaats (city) in de Amerikaanse staat Michigan, en valt bestuurlijk gezien onder Osceola County.

## Demografie
Bij de volkstelling in 2000 werd het aantal inwoners vastgesteld op 2430.
In 2006 is het aantal inwoners door het United States Census Bureau geschat op 2399, een daling van 31 (-1.3%).

## Geografie
Volgens het United States Census Bureau beslaat de plaats een oppervlakte van
5,1 km², waarvan 5,0 km² land en 0,1 km² water.
De Hersey River stroomt door de plaats.

## Plaatsen in de nabije omgeving
De onderstaande figuur toont nabijgelegen plaatsen in een straal van 24 km rond Reed City.